# After You've Gone (chanson)
Vous lisez un « bon article » labellisé en 2020.
Pour les articles homonymes, voir After You've Gone.
After You've Gone est une chanson composée par Turner Layton avec des paroles de Henry Creamer, sortie en 1918. D'un tempo modéré et influencée par le blues et le jazz, la chanson possède la particularité d'avoir pour l'époque un refrain tenant sur 20 mesures et non 32. Les paroles traitent du fait de se retrouver seul et se démarquent de la mélodie plus légère du titre. De plus, peu d'éléments laissent suggérer qu'il s'agisse d'une chanson écrite par deux Afro-Américains. Le premier enregistrement est dû à Henry Burr et Albert Campbell en 1918 et sera suivi d'une version solo par la chanteuse de cabaret Marion Harris quelques mois plus tard. L'enregistrement de Marion Harris reçoit un bon accueil commercial et marque, d'après la bibliothèque du Congrès, la transition du chant populaire américain d'un style retentissant et pompeux à une forme plus subtile, valant son entrée en 2012 à ladite bibliothèque.
Le titre est réellement popularisé neuf ans plus tard, en 1927, par les versions de Bessie Smith et de Sophie Tucker. Parallèlement, le tempo de la chanson est accéléré par les groupes California Ramblers et Charleston Chasers, démontrant qu'After You've Gone pouvait être un véritable titre de hot jazz. La chanson est par la suite enregistrée par de nombreux artistes comme Louis Armstrong, Art Tatum, Paul Whiteman, Benny Goodman ou Django Reinhardt via le Quintette du Hot Club de France, devenant ainsi un standard de jazz.

## Genèse
Turner Layton et Henry Creamer sont tous deux Afro-Américains. Le compositeur du titre, Layton, est né en 1894 à Washington, D.C. d'un père vétéran de la guerre de Sécession ayant déjà travaillé en tant que directeur musical de plusieurs écoles publiques du district et d'une mère enseignante,. Quant à Creamer, l'auteur, ce dernier est né quinze ans plus tôt en 1879 à Richmond en Virginie. Layton étudie à l'école dentaire de l'Université Howard avant de finalement s'orienter dans la musique, puis Creamer rencontre Layton vers 1916, à un moment où le parolier connait une période difficile,.
L'histoire de l'écriture d’After You've Gone est encore aujourd'hui assez mal connue. La chanson semble être composée pour la comédie musicale So Long, Letty au début de l'année 1917,, mais aucune partition ou enregistrement du numéro n'est édité. Finalement, la partition de la chanson est publiée l'année suivante, sans photographie d'une vedette en couverture ou mention du spectacle, ce dernier n'étant plus en salle. L'illustration en couverture a été imaginée par E. E. Walton. Elle représente une femme dont les larmes coulent sur ses joues avec, sous le titre, des boutons de rose. Pour After You've Gone, Layton et Creamer désiraient créer une composition blues avec une touche de jazz, différents des mammy songs, un style de chanson romantisant le rôle maternel et très populaire à cette période,. Le jazz s’étant lentement diffusé hors de La Nouvelle-Orléans et de Chicago, les deux auteurs-compositeurs se trouvent alors influencés par ce style.
Layton et Creamer pensent que Columbia pourrait être intéressé par leur chanson en tant que duo afin de produire leur premier album. Le label apprécie l'idée du duo mais préfère finalement faire interpréter la chanson par Henry Burr et Albert Campbell, interprètes à succès du début du siècle.

## Composition
After You've Gone est un foxtrot dont le compositeur et musicologue américain Alec Wilder qualifie la composition de « chanson sonnant définitivement américaine »,,. En cela, After You've Gone possède une qualité tapageuse et emphatique marquée par de courtes phrases ascendantes et répétées qui semblent jaillir à l'oreille de l'auditeur, à laquelle s'ajoute le pas rapide de l'activité harmonique. D'autre part, la chanson possède la particularité de s'accommoder à tout tempo, bien que la partition originale l'indique modéré.
La chanson utilise la forme standard « ABAC » composée de quatre sections de 4 mesures suivies d'une phrase de clôture de 4 mesures. Le refrain ne tient donc pas sur 32 mesures comme il est habituel à l'époque, mais sur 20 seulement. Les accords changent à chaque mesure de ce dernier, ce qui contribue à l’aspect harmoniquement chargé de l’œuvre. En outre, le refrain possède des similitudes avec le titre Peg o' My Heart d'Alfred Bryan et Fred Fisher sorti quelques années plus tôt, partageant les quatre mêmes premières notes,. Les couplets quant à eux sont souvent omis par les interprètes. Pour le journaliste Mark Steyn, ceci s'explique par le fait qu'ils soient « un peu pleurnichards » avec des paroles comme « Oh, honey baby, can't you see my tears? »,.
Le texte de Creamer est simple et donne aux syncopes de la mélodie sinueuse de Layton les voyelles naturelles pour les accentuer. Les paroles traitent du fait de se retrouver seul et démuni, et contrastent avec une mélodie donnant le sentiment de vouloir faire la fête plutôt que de broyer du noir. After You've Gone est ainsi qualifié par Philip Furia de torch song, c'est-à-dire de chanson sur un amour perdu ou non réciproque. Les paroles ne contiennent aucun mot argotique ou issu des dialectes du sud des États-Unis, et la syncope étant omniprésente dans les chansons populaires en 1917, peu de choses laissent penser qu'il s'agit d'une chanson afro-américaine,. Dans les faits, seuls les termes comme « honey baby », « sweetie » et « babe », ainsi que la faute grammaticale « the bestest pal you ever had » suggèrent un langage afro-américain du sud,.
- Partition d'After You've Gone

## Enregistrements et popularité

### Premiers enregistrements et premiers succès
Le 29 avril 1918, Henry Burr et Albert Campbell effectuent, sous le label Columbia à New York, le premier enregistrement d'After You've Gone. La chanson arrive en 2e position des ventes hebdomadaires américaines d'après les statistiques rapportées par le magazine Billboard,. Burr et Campbell « ne semblent pas vraiment avoir été à la hauteur de la chanson » d'après le journaliste Mark Steyn, mais il se peut que le duo ait tout simplement tenté de reproduire la démo enregistrée par Layton et Creamer 11 jours plus tôt dans le même studio. La première version solo est due, quelques mois plus tard, à la chanteuse américaine Marion Harris accompagnée par l'orchestre de Rosario Bourdon. Enregistrée le 22 juillet 1918 à Camden pour le label Victor, la version de Harris adopte un tempo minimal de 80 bpm correspondant à la mélancolie du texte, loin des styles actuels,,. La chanteuse modifie les paroles originales en remplaçant « bestest pal » (meilleur ami) par « only pal you ever had » (le seul ami que tu n'aies jamais eu) et s'efforce de prononcer les g des mots comme « crying » ou « denying », à l’exception de « doing » pour pouvoir rimer avec « ruin », contribuant ainsi à éviter tout rapprochement avec des dialectes du sud des États-Unis. De même, des libertés sont prises dans la structure de la chanson : le second couplet n'est pas chanté et le refrain est doublé.
Durant l'année 1919, l'interprétation de Harris réussit à se classer en tête des ventes hebdomadaires américaines pendant trois semaines. Elle est suivie d'une version de Billy Murray et Rachel Grant (Gladys Rice) qui se classe en 9e position des ventes la même année. En 2012, l'enregistrement de Harris rejoint la bibliothèque du Congrès via le programme National Recording Preservation Board. Pour la bibliothèque du Congrès, « cet enregistrement d'After You've Gone a contribué à la transformation du chant populaire américain, passant d'un style plutôt forcé et assez peu naturel à une forme plus souple, délicate et suggestive dans la voix ». La bibliothèque explique que la performance vocale de Harris est « tout en légèreté, à la fois flexible et proche du swing. [Elle] correspond parfaitement aux paroles de cette chanson d'amour qui n'appuie pas sur les sentiments, […] ainsi qu'à sa mélodie élégante et à son harmonie blues ». After You've Gone n'est cependant pas un véritable hit à l'époque et il faut attendre au moins une dizaine d'années pour qu'elle le devienne.

### 1927, nouveaux succès et standard de jazz

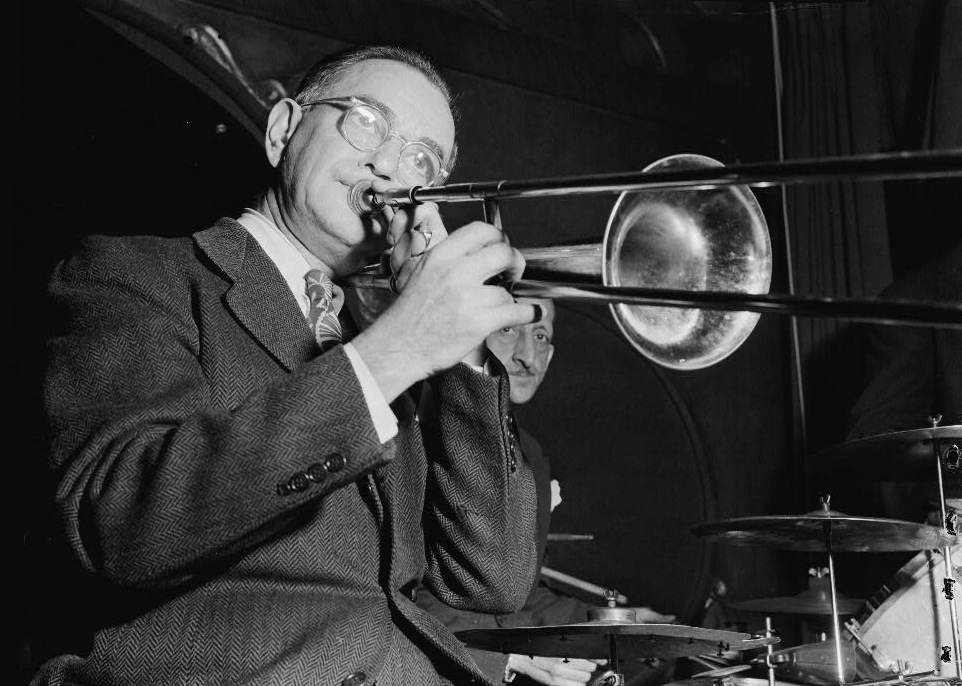
Le tromboniste Miff Mole (ici en 1946) participe à la version de Sophie Tucker et fait partie des premiers à accélérer le tempo du titre avec le groupe Charleston Chasers.

La chanson est popularisée en 1927 avec les enregistrements de Bessie Smith et de Sophie Tucker. Bessie Smith adopte un tempo inférieur à 80 bpm pour une performance fidèle au blues désabusé qui constitue l'essentiel de son répertoire. L’enregistrement a lieu le 2 mars 1927 en compagnie de Fletcher Henderson et son orchestre, dont le saxophoniste Coleman Hawkins,. Pour le critique de jazz américain Ted Gioia, l'orchestre produit « un travail admirable pour faire swinguer le rythme, même avec cette cadence morne ». La version de Sophie Tucker enregistrée quelques semaines après celle de Smith se veut légèrement plus énergétique. Sur cet enregistrement, Tucker est accompagnée d'un groupe appelé Miff Mole's Little Molers composé des meilleurs jazzmen blancs de l'époque comme Mole, Red Nichols, Jimmy Dorsey et Eddie Lang. Respectivement, les versions de Smith et Tucker réussissent à atteindre en 1927 les 7e et 10e place des ventes hebdomadaires américaines. En parallèle, la même année, les groupes Charleston Chasers (composé entre autres de Miff Moles, Jimmy Dorsey et Red Nichols) et California Ramblers doublent le tempo de la chanson et démontrent avec leurs enregistrements qu'After You've Gone peut être un véritable titre de hot jazz. Ainsi, à l’exception de Coleman Hawkings qui, dans sa version enregistrée aux Pays-Bas en 1935, reste proche de celle de Bessie Smith, la plupart des enregistrements qui suivent adoptent un tempo rapide comme dans ceux de Louis Armstrong, Art Tatum, Fletcher Henderson ou Paul Whiteman (avec Bing Crosby au chant et un arrangement de William Grant Still). L'enregistrement de Paul Whiteman atteint d'ailleurs la 14e place des ventes hebdomadaires américaines en 1930, et celui de Louis Armstrong la 15e en 1932.
Dépouillées de leur couplet, les 20 mesures constituant le refrain ont été largement rentabilisées dans la musique populaire des deux derniers tiers du siècle au niveau des droits d'auteur. Pendant l'« ère du swing », After You've Gone reste appréciée du côté des improvisateurs. Le clarinettiste Benny Goodman enregistre plus d'une quarantaine de versions du titre si l'on inclut les bootlegs, les diffusions radios et les clips cinématographiques. Sa version accompagnée du pianiste Teddy Wilson et du batteur Gene Krupa reste l'une des plus notables et atteint la 20e place des ventes hebdomadaires des États-Unis en 1935,. Wilson et Krupa accompagnent par la suite Lionel Hampton dans sa version chantée du titre qui se classe en 1937 à la 6e place des ventes,. En 1941, Krupa et son big band enregistrent une version supplémentaire de la chanson avec le trompettiste Roy Eldridge, récemment intégré au groupe, et dans laquelle apparaissent ses capacités à jouer rapidement des notes élevées sans jamais perdre en justesse et qualité. Cependant, les joueurs de bebop et de cool jazz semblent délaisser After You've Gone et aucun enregistrement n'est produit par Thelonious Monk, Dizzy Gillespie, Miles Davis ou Bud Powell à l’exception de Charlie Parker, lors d'une session live, et de Sonny Stitt, avec quelques enregistrements dans les années 1950. D'autre part, en 1948, le magazine Billboard place la chanson dans sa liste Fifty Years of Song Hits.

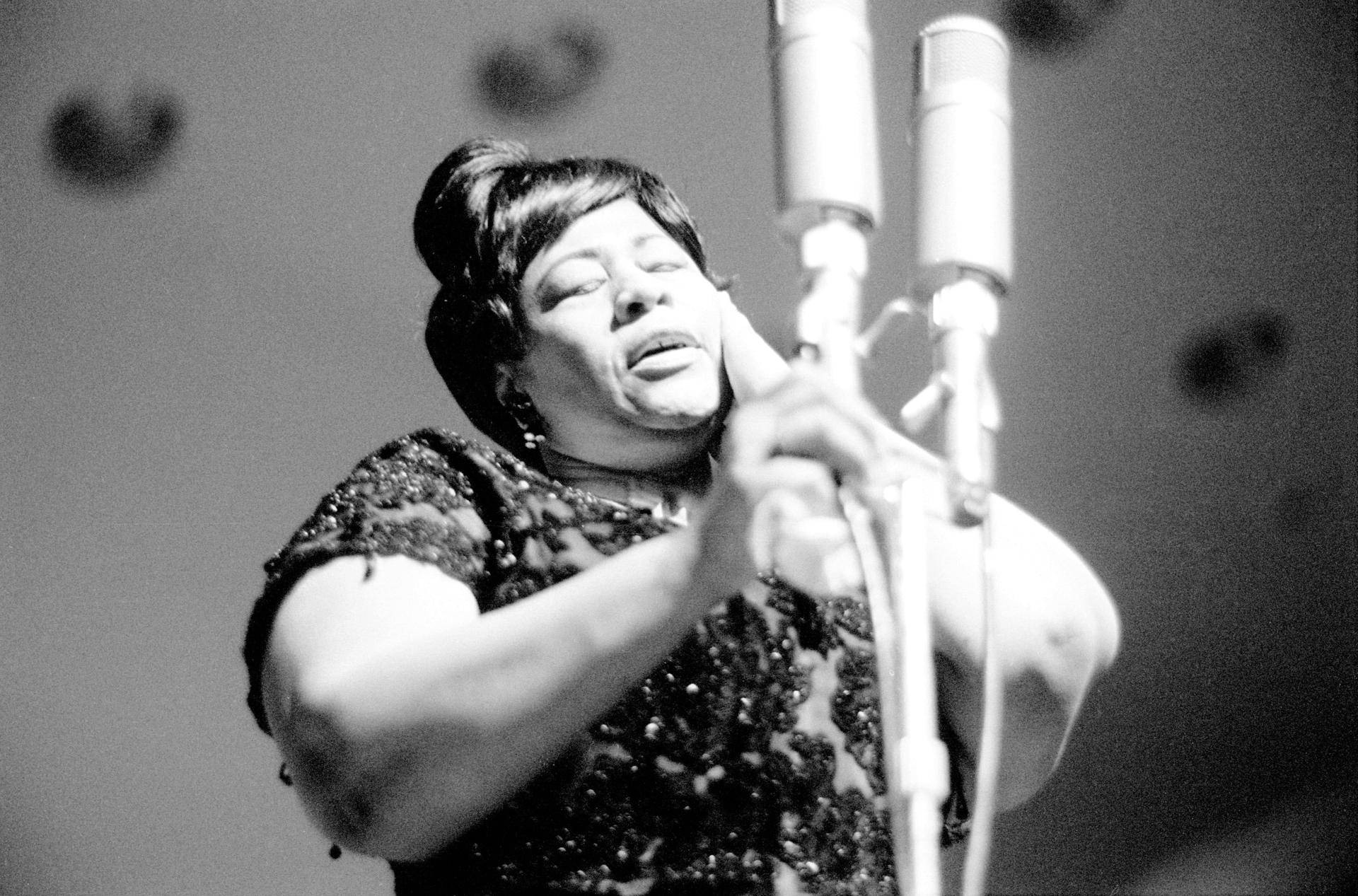
Son interprétation dAfter You've Gone permet à Ella Fitzgerald (ici en 1963) d'obtenir un Grammy Award en 1981.

En 1958, Dinah Washington interprète After You've Gone dans son album hommage à Bessie Smith : Dinah Sings Bessie Smith, aux côtés du batteur Max Roach et du trompettiste Clark Terry,. Par la suite, le titre est interprété par Ella Fitzgerald en février 1962 afin de clore l'album Rhythm is My Business. L’arrangement est signé Bill Doggett et l'on retrouve Hank Jones au piano et Gus Johnson à la batterie. Dans cet enregistrement, Fitzgerald passe en quelques minutes de l'interprétation d'une ballade amoureuse à un swing débordant, n'hésitant pas à ajouter un peu de scat. En 1979, la chanteuse interprète cet arrangement au Montreux Jazz Festival en compagnie de l'orchestre de Count Basie et l'enregistrement de cette interprétation figure dans l'album A Perfect Match ayant valu à Fitzgerald le Grammy Award de la meilleure interprétation vocale féminine de jazz en 1981. En 1963, la chanteuse suédoise Alice Babs réussi à faire une brève entrée dans le top 50 britannique grâce au titre de Turner et Creamer, se plaçant en 43e position du classement la semaine du 21 août,. De son côté, Frank Sinatra propose en 1984 sur son dernier album solo, L.A. Is My Lady (en), une interprétation d'After You've Gone dans laquelle des paroles supplémentaires y sont ajoutées. Il s'agit là du premier enregistrement de la chanson par le crooner, l’interprétation du titre lui ayant par exemple échappée à la radio en 1942 lorsqu'il faisait partie du groupe de Tommy Dorsey au profit de Jo Stafford. Pour L.A. Is My Lady, Sinatra fait appel au producteur Quincy Jones, qui en 1982 venait de réaliser l'album le plus vendu de l'histoire : Thriller de Michael Jackson. A ce moment de sa carrière, Jones ne peut plus se permettre de réorchestrer l'album et en laisse le soin, entre autres, au saxophoniste Frank Foster. Ce dernier adopte pour After You've Gone un tempo rapide avec un long passage instrumental permettant ainsi au guitariste George Benson et vibraphoniste Lionel Hampton la possibilité de s'abandonner. De plus, Foster profite de la réorchestration pour ajouter des paroles comme « After we paid / Our dues together / You should have stayed / Through all that nasty weather... » plus explicites que celles de la version originale, ou la phrase de conclusion « After you've split / After you've flown the coop! » dans un argot typique de Sinatra.
En outre, d'après jazzstandards.com, le titre de Creamer et Layton fait partie des standards de jazz pré-1920 les plus enregistrés avec St. Louis Blues et (Back Home Again in) Indiana.

### En France
En raison du fort intérêt que porte le public français pour le jazz, la chanson reçoit un bon accueil dans l'Hexagone. À l'écoute de la version du pianiste Chitison et du trompettiste  Bill Coleman, le critique musical Dominique Sordet parle dans la revue Candide de « hot, pas trop agressif, qui plaira à tout le monde ». De même, J. Bouyer dans L'Écho d'Alger qualifie After You've Gone comme étant « la plus truculente des frénésies hot ». À la suite de la version de Louis Armstrong, Paul Dambly de la revue Art et industrie, explique qu'After You've Gone est un « fox-trot rehaussé d'un refrain, où le jazz, à l'état pur, repousse avec horreur toute stylisation ». Le Quintette du Hot Club de France enregistre sa propre version en 1937, en compagnie du guitariste Django Reinhardt et de Stéphane Grappelli,. Dans le quotidien Combat, le réalisateur Claude Sautet met en avant « la fougue, l'imagination musicale et le sens raffiné du rythme poussé à l’extrême » de cette version. L'enregistrement du Quintette du Hot Club de France est un succès et réussit à se classer outre-Atlantique en 20e position des ventes hebdomadaires des États-Unis,.

### Usages médiatiques
Au cinéma, After You've Gone apparaît dans plusieurs films comme dans Vivre et aimer où la chanson est interprétée par Gene Austin en 1934, dans Pour moi et ma mie en 1942 par Judy Garland, dans Ghost Catchers ou Atlantic City en 1944 avec une interprétation de Constance Moore pour Atlantic City, dans La Boîte à musique des studios Disney en 1946 où After You've Gone est jouée par Benny Goodman et son orchestre, ainsi qu'en 1949 par Al Jolson avec un playback de Larry Parks dans Je chante pour vous,. La décennie suivante, Shirley MacLaine interprète le titre de Layton et Creamer dans le film Comme un torrent sorti en 1958 et la chanson apparaît dans Millionnaire de cinq sous sorti en salle en 1959, où elle est jouée par Louis Armstrong. Vingt ans plus tard, en 1979, After You've Gone est interprétée par Leland Palmer dans le film Que le spectacle commence récompensé par la Palme d'or au Festival de Cannes,. En 2004, Loudon Wainwright III interprète la chanson pour le film Aviator. Au théâtre, la chanson est reprise en 1975 dans la revue Me and Bessie basée sur la vie de Bessie Smith. Enfin, dans le domaine du jeu vidéo, la chanteuse folk new-yorkaise Jessy Carolina interprète After You've Gone pour la bande originale de BioShock Infinite sorti en 2013. L'action du jeu se passe en 1912 et un filtre a été ajouté à l'enregistrement afin de le vieillir, mais la chanson est anachronique à cette époque.